# Centro caucano
Centro es una de las cinco subregiones que se subdivide el departamento colombiano del Cauca; está conformada además de la capital departamental Popayán por los siguientes municipios:
- Cajibío
- El Tambo
- La Sierra
- Morales
- Piendamó
- Popayán
- Rosas
- Sotará
- Timbío